# Association Sportive de Saint-Étienne Loire
L'Association Sportive de Saint-Étienne Loire, (també conegut com a ASSE o A.S. Saint-Étienne) és un club de futbol francès de la ciutat de Saint-Étienne.

## Història
El club fou fundat el 1919 per membres de l'Amicale des employés de la Société des magasins Casino. El verd era el color de la societat i fou també l'adoptat pel club. Degut a la normativa de la FFF, el nom comercial Casino fou eliminat del seu nom i el 1920 adoptà el nom d'Amical Sporting Club.
El 1928, Pierre Guichard (fill del cap del Casino Geoffroy Guichard) prengué el control del club i el reanomenà Association Sportive Stéphanoise. El 1933, el club esdevingué professional i el nom canvià de nom de nou adoptant el d'Association Sportive de Saint-Étienne. La temporada 1937-1938 ascendí a la primera divisió.
El 1955 l'ASSE guanyà el seu primer trofeu, la Copa Charles Drago. El 1958, guanyà la lliga francesa per primer cop. Fou l'inici d'uns brillants anys durant les dècades dels seixanta i setanta. Entre 1967 i 1970 guanyà quatre campionats francesos consecutius, a més de dues copes (1967, 1970). El 1974 guanyà el doblet i el 1975 i 1976 tornà a guanyar la lliga. A més, aquest darrer any perdé la final de la Copa d'Europa de futbol enfront del FC Bayern de Múnic. La seva darrera lliga, la desena, l'assolí el 1981. Durant aquests anys destacà al club la seva major estrella de tots els temps, Michel Platini. El 1982, un escàndol financer inicià el declivi del club i l'equip passà a un segon nivell baixant a segona divisió en diverses ocasions.
L'ASSE és el club amb millor palmarès del futbol francès amb un total de 10 títols. El seu major rival és l'Olympique de Lió, de la propera ciutat de Lió.

## Palmarès
- Lliga francesa de futbol (10)
  - 1957, 1964, 1967, 1968, 1969, 1970, 1974, 1975, 1976, 1981
- Copa francesa de futbol (6)
  - 1962, 1968, 1970, 1974, 1975, 1977
- Copa de la Lliga francesa de futbol (1)
  - 2013
- Lliga francesa de segona divisió (3)
  - 1963, 1999, 2004
- Copa Charles Drago (2)
  - 1955, 1958

## Jugadors destacats
Categoria principal: Futbolistes del Saint-Étienne
| - Claude Abbes - Sylvain Armand - Dominique Bathenay - Patrick Battiston - Georges Bereta - Laurent Blanc - Bernard Bosquier - Georges Carnus - Patrice Carteron - Jean Castaneda - Grégory Coupet - Antoine Cuissard - Jean-Pierre Cyprien - Mouhamadou Dabo - Christophe Deguerville - Pascal Despeyroux - René Domingo - Gérard Farison - René Ferrier - Laurent Fournier - Bernard Genghini - Bafétimbi Gomis - Josuha Guilavogui | - Robert Herbin - Sylvain Kastendeuch - Aimé Jacquet - Jérémie Janot - Gérard Janvion - Jean-François Larios - Jean-Michel Larqué - Christian López - Blaise Matuidi - Laurent Paganelli - Gérald Passi - Michel Platini - Lionel Potillon - Hervé Revelli - Patrick Revelli - Dominique Rocheteau - Laurent Roussey - Julien Sablé - Willy Sagnol - Jacques Santini - Christian Sarramagna - Jean Snella - Christian Synaeghel | - Philippe Tibeuf - Maryan Wisnieski - Dimitri Payet - Kurt Zouma - Kader Ferhaoui - Rachid Mekhloufi - Oswaldo Piazza - Alex - Aloísio - Brandão - Ilan - Pierre-Emerick Aubameyang - Joseph-Antoine Bell - Carlos Idriss Kameni - Lucien Mettomo - Roger Milla - Tchiressoua Guel - Didier Zokora - John Sivebæk - Ľubomír Moravčík - Ibrahim Abdul Razak - Titi Camara - Pascal Feindouno | - Giora Spiegel - Georgi Slavkov - Ivan Bek - Ivan Ćurković - Vladimir Durković - Salif Keïta - Mohammed Chaouch - Mustafa El Haddaoui - Bjorn Kvarme - Johnny Rep - Kees Rijvers - Rob Witschge - Hélder Postiga - Carlos Bocanegra - Alain Geiger - Christophe Ohrel - Nestor Subiat - Piotr Świerczewski |

## Entrenadors
| - 1933-33 : Albert Locke - 1934-34 : Harold Rivers - 1934-35 : William Duckworth - 1935-36 : Zoltán Vágó - 1936-40 : William Duckworth - 1940-43 : Émile Cabannes - 1943-50 : Ignace Tax - 1950-59 : Jean Snella - 1959-60 : René Vernier - 1960-61 : François Wicart | - 1961-62 : Henri Guérin - 1962-63 : François Wicart - 1963-67 : Jean Snella - 1967-72 : Albert Batteux - 1972-83 : Robert Herbin - 1983 : Guy Briet - 1983-84 : Jean Djorkaeff - 1984 : Robert Philippe - 1984-87 : Henryk Kasperczak - 1987-90 : Robert Herbin | - 1990-92 : Christian Sarramagna - 1992-94 : Jacques Santini - 1994-96 : Élie Baup - 1996 : Maxime Bossis - 1996 : Dominique Bathenay - 1996-97 : Pierre Mankowski - 1997-98 : Pierre Repellini - 1998-2000 : Robert Nouzaret - 2000 : Gérard Soler - 2000 : John Toshack | - 2000 : Rudi Garcia - 2001 : Jean-Guy Wallemme - 2001 : Alain Michel - 2001-04 : Frédéric Antonetti - 2004-05 : Élie Baup - 2006-07 : Ivan Hašek - 2007-08 : Laurent Roussey - 2008-09 : Alain Perrin - 2009- : Christophe Galtier |